# مر السنين (مسلسل)
مر السنين مسلسل كويتي من بطولة الفنان جاسم النبهان مع الممثلة لطيفة المجرن، تأليف ضيف الله زيد وإخراج حسين أبل، وهو عبارة عن 15 حلقة تدور أحداثها عن المشاكل الزوجية والطلاق وتربية الأبناء التي بدأت تحتل مساحة كبيرة في مجتمعاتنا الخليجية، وخاصة فيما يتعلق بالأبناء والصراع الذي يعيشونه في حياتهم. والمسلسل من تمثيل انتصار الشراح، فضيلة المبشر، منى شداد، أميرة محمد وغيرهم من الممثلين الشباب.